# Saint-Constant-Fournoulès
Saint-Constant-Fournoulès – gmina we Francji, w regionie Owernia-Rodan-Alpy, w departamencie Cantal. Powstała 1 stycznia 2016 roku z połączenia dwóch wcześniejszych gmin: Fournoulès oraz Saint-Constant. Siedzibą gminy została miejscowość Saint-Constant. W 2013 roku populacja wyżej wymienionych gmin wynosiła 626 mieszkańców.